# El invitado de invierno
The Winter Guest es una película británica de drama de 1997, la cual marcó el debut del actor británico Alan Rickman como director. Entre el reparto destacan Emma Thompson y Phyllida Law, madre e hija en la vida real. Sean Biggerstaff (más conocido por su actuación de Oliver Wood en tres de las películas de Harry Potter) también participa en la cinta.
El set se centra en Escocia (donde nació Sean Biggerstaff) en un frío día de invierno. La película se enfoca en 8 personas: una madre y su hija, Elspeth (Law) y Frances (Thompson); dos muchachos jóvenes que se escapan de la escuela, Sam (Douglas Murphy) y Tom (Biggeerstaff); dos ancianas que asisten frecuentemente a extraños funerales, Chloe (Sandra Voe) y Lily (Sheila Reid) y dos adolescentes, Nita (Arlene Cockburn) y Alex (Gary Hollywood).
El argumento se refiere a las interacciones entre dos muchachos jóvenes, dos adolescentes, una madre, una abuela y dos ancianas. Se puede decir que el actor principal en la película es el mar congelado y el resto de las historias son solamente un fondo surrealista a él.

## Teatro
La película está basada en la obra teatral de Sharman Macdonald, estrenada en 1995. Al igual que la película, la obra también fue dirigida por Rickman, protagonizada por Law, Reid, Voe y John Wark, con Sian Thomas en el papel de Frances, interpretada en la película por Thompson.